# Sadrocho
Un sadrocho (en géorgien : სადროშო, « bannière ») est une division administrative de la Géorgie médiévale et de l'époque moderne dont la fonction est de fournir des hommes pour une subdivision de l'armée royale, marquée par sa propre bannière. L'unité militaire fournie par cette circonscription est aussi connue comme sadrocho et est sous le commandement d'un sardali,,.

## Royaume de Géorgie
L'origine du système du sadrocho trace ses origines de la période unitaire de la monarchie géorgienne, le royaume bagratide de Géorgie (1008-1491), qui est divisé, selon l'historien Vakhoucht Bagration du XVIIIe siècle, en quatre sadrocho :
- metsinave (მეწინავე), l'avant-garde fournie par les provinces de Karthli ;
- memardjvene (მემარჯვენე), le flanc droit fourni par l'Iméréthie et l'Abkhazie ;
- memartskhene (მემარცხენე), le flanc gauche fourni par la Kakhétie et l'Héréthie ;
- mephis (მეფის), la garde royale fournie par la Karthli intérieure[3].

## Division du royaume
Avec la fragmentation du royaume de Géorgie dans la seconde moitié du XVe siècle, l'organisation militaire unifiée s'effondre et les trois nouveaux États géorgiens - la Kakhétie, la Karthli et l'Iméréthie - établissent leur propre système de sadrocho. En Kakhétie, les circonscriptions sont menées par des évêques, plus loyaux envers le roi que les princes héréditaires, qui occupent les mêmes positions en Karthli et qui se rebellent souvent contre l'autorité royale. Au fil du temps, le nombre et l'administration des sadrocho changent de nombreuses fois, mais le système survit néanmoins jusqu'à l'annexion des monarchies géorgiennes au début du XIXe siècle.

### Sadrocho de Kakhétie
- metsinave, l'avant-garde sous la direction de l'évêque de Bodbé et consistant du district de Kiziki jusqu'au village de Kisiskhevi ;
- memardjvene, le flanc droit sous l'évêque de Nekressi et incluant une grande partie de la Kakhétie intérieure jusqu'à la ville de Gremi ;
- memartskhene, le flanc gauche sous l'évêque de Roustavi et incluant la Kakhétie extérieure, de Kisiskhevi à l'Aragvi et incluant Martkophi et Sagouramo ;
- mephis, la garde royale sous la direction d'une personne nommée par le roi, souvent un prince royal, et incluant des troupes de l'Éveché d'Alaverdi, de Gremi et de la vallée de Pankissi[3].

### Sadrocho de Karthli
- metsinave, l'avant-garde incluant les régions d'Arménie géorgienne et de Sabaratiano et sous la direction des princes Baratachvili puis de leurs descendants, les Orbeliani ;
- memardjvene, le flanc droit des Princes Amilakhvari avec des troupes de Karthli intérieure ;
- memartskhene, le flanc gauche, comprenant la principauté de Moukhran et les duchés d'Aragvi et de Ksani et sous la direction héréditaire des princes de Moukhran ;
- mephis, la garde royale comprise de troupes venant de la rive droite du Mtkvari de Tbilissi à Tachiskari et les États du Catholicos. Cette garde est traditionnellement sous la direction d'un officier nommé par le roi, souvent un membre de la famille noble Tsitsichvili[3].

### Sadrocho d'Iméréthie
- metsinave, l'avant-garde menée par les Princes Tchkheidzé et Tchidjavadzé avec des troupes des districts de Vaké et de Salominao ;
- memardjvene, le flanc droit comprenant des troupes d'Argveti ;
- memartskhvene, le flanc gauche du duché de Ratcha ;
- mephis, la garde royale incluant les régions de Letchkhoumi et d'Okriba[3].